# برووینگتس پولسکی
برووینگتس پولسکی (به لهستانی:  Browiniec Polski) یک روستا در لهستان است که در گمینا بیاوا (استان اوپوله) واقع شده‌است. برووینگتس پولسکی ۱۴۹ نفر جمعیت دارد.